# Будняк Іван Сергійович
Іван Сергійович Будняк (нар. 17 січня 1999, Дніпропетровськ, Україна) — український футболіст, півзахисник.

## Життєпис

### Ранні роки
Народився в Дніпропетровську, де і розпочав свій футбольний шлях. В юнацькому чемпіонаті Дніпропетровської області та ДЮФЛУ виступав за місцеві клуби «Олімпік», ДЮСШ-12 та «Дніпро». З 2015 по 2017 рік виступав в юнацькому (U-19) та молодіжному чемпіонатах України за «Дніпро». 

### Клубна кар'єра
Напередодні старту сезону 2017/18 років потрапив до заявки на сезон омолодженої першої команди клубу. У дорослому футболі дебютував 9 липня 2017 року в програному (1:2) виїзному поєдинку 1-го попереднього раунду кубку України проти СКК «Демня». Іван вийшов на поле в стартовому складі та відіграв увесь матч, а на 82-й хвилині отримав жовту картку. У Другій лізі України дебютував 15 липня 2017 року в програному (1:2) виїзному поєдинку 1-го туру групи Б проти одеського «Реал Фарма». Будняк вийшов на поле в стартовому складі та відіграв увесь матч. Першим голом у дорослому футболі відзначився 22 липня 2017 року на 49-й хвилині нічийного (2:2) домашнього поєдинку 2-го туру групи Б проти новокаховської «Енергії». Іван вийшов на поле в стартовому складі та відіграв увесь матч. У сезоні 2017/18 років зіграв 24 матчі (5 голів) у Другій лізі України та 1 поєдинок у кубку України. Напередодні старту сезону 2018/19 років «Дніпро» втратив професіональний статус. Команда виступала в аматорському чемпіонаті та кубку України. У півфіналі кубку «дніпряни» поступилися (0:1) «Вовчанську» (Будняк вийшов на поле в стартовому складі та відіграв увесь матч). По завершення сезону 2018/19 років команда припинила виступи, а гравці змушені були шукати собі нові команди. Влітку 2019 року виступав у чемпіонаті Дніпропетровської області за «Хлібзавод №9» з обласного центру.
На початку липня 2019 року вільним агентом перебрався до «ВПК-Агро». За нову команду дебютував 27 липня 2019 року в переможному (2:0) виїзному поєдинку 1-го туру групи Б Другої ліги України проти одеського «Реал Фарма». Іван вийшов на поле на 53-й хвилині, замінивши Олексія Красова. Першим голом за «ВПК-Агро» відзначився 31 липня 2021 року на 60-й хвилині переможного (3:0) домашнього поєдинку 2-го туру групи Б Другої ліги України проти волочиського «Агробізнесу». Будняк вийшов на поле в стартовому складі, а на 71-й хвилині його замінив Тимофій Сухар. За підсумками сезону 2019/20 років команда виграла групи Б Другої ліги та підвищилася в класі. У Першій лізі України дебютував за шевченківську команду 5 вересня 2020 року в програному (2:3) виїзному поєдинку 1-го туру проти долинського «Альянсу». Іван вийшов на поле в стартовому складі та відіграв увесь матч. Дебютним голом у Першій лізі України відзначився вже 11 вересня 2020 року на 51-й хвилині нічийного (1:1) домашнього поєдинку 2-го туру проти луцької «Волині». Будняк вийшов на поле в стартовому складі та відіграв увесь матч. За два з половиною сезони в чемпіонатах України зіграв 63 матчі (9 голів) та 8 матчів (1 гол) у кубку України.
На початку січня 2022 року вільним агентом підсилив «Перемогу». Однак через вторгнення Росії на Україну та скасування футбольних ігор у країні йому довелося розірвати трудові відносини, а в березні 2022 року він підписав контракт з польським клубом «Нарев» з міста Остроленка до кінця сезону. У липні 2023 року став гравцем клубу «Нива» (Бузова), за який виступав до завершення першої половини сезону. За цей час в чемпіонаті України серед команд першої ліги зіграв 17 матчів (1 гол) та 1 поєдинок у кубку України. В січні 2024 року підписав контракт із першоліговим футбольним клубом «Буковина». В зимове міжсезоння за обопільною згодою сторін залишив чернівецьку команду, за цей період у складі «жовто-чорних» Іван провів 15 поєдинків (з урахуванням кубкових матчів): в яких записав до свого активу два забиті м’ячі та три гольові передачі.

### Кар'єра в збірній
У футболці юнацької збірної України (U-17) дебютував 23 січня 2016 року в переможному (3:0) поєдинку проти однолітків із Ізраїлю, а у футболці юнацької збірної України (U-18) дебютував 7 жовтня того ж року в нічийному (1:1) поєдинку проти однолітків з Австрії. Загалом з 2016 по 2017 рік зіграв у 7-ох матчах за команди U-17 та U-18.

## Досягнення

### Командні
- Переможець Другої ліги України (група «Б»): 2019/20

## Клубна статистика
Станом на 1 грудня 2024 року
| Турніри             | Матчі | Кількість забитих м'ячів |
| ------------------- | ----- | ------------------------ |
| Перша ліга України  | 74    | 9                        |
| Кубок України       | 12    | 1                        |
| Друга ліга України  | 43    | 8                        |
| Всього              | 129   | 18                       |
| Прем'єр-ліга (U-21) | 18    | 2                        |
| Прем'єр-ліга (U-19) | 17    | 4                        |
| Всього              | 35    | 6                        |
| Всього за кар'єру   | 164   | 24                       |